# ایرین مک‌دونالد
ایرین مک‌دونالد (انگلیسی: Irene MacDonald; ۲۲ نوامبر ۱۹۳۱ – ۲۰ ژوئن ۲۰۰۲) ورزشکار شیرجه اهل کانادا بود.
وی در مسابقات کشوری و بین‌المللی در مجموع برندهٔ ۱ مدال برنز شده‌است.